# Antonio Freeman
Pour les articles homonymes, voir Freeman.
(en) Statistiques sur pro-football-reference
Antonio Michael Freeman, né le 27 mai 1972 à Baltimore, est un joueur américain de football américain.
Ce wide receiver a joué pour les Packers de Green Bay (1995–2001, 2003) et les Eagles de Philadelphie (2002) en National Football League (NFL).
Son fils Alex Freeman est un joueur international américain de soccer.